# Stuart Wheeler
John Stuart Wheeler (Londres, 30 de enero de 1935 - 23 de julio de 2020) fue un empresario, financiero y activista político británico, reconocido como el fundador de la empresa de apuestas IG Index en 1974 y por su carrera en la política, siendo un importante donante del Partido Conservador y tesorero del Partido de la Independencia del Reino Unido de 2011 a 2014.

## Biografía
En junio de 2020, Wheeler anunció que padecía cáncer de estómago y que los médicos le habían pronosticado alrededor de seis meses de vida. Murió un mes después, el 23 de julio de 2020, a los ochenta y cinco años.